# Monstro Discos
Monstro Discos é uma gravadora independente brasileira fundada em 1998 por Leonardo Ribeiro. 
A gravadora foi a que mais teve indicações no Prêmio Dynamite de Música Independente e foi considerada em 2021 pelo jornal Estado de Minas como uma das gravadoras mais segmentadas do Brasil.

## História
Leonardo Ribeiro fundou a Monstro Discos em 1998, na qual teve como primeiro lançamento o compacto "Sex, Rockets and Filth Songs” da banda Mechanics, Desde então, ela possui cerca de 180 títulos lançados, entre CDs, compactos em vinil, fitas cassetes, VHS e DVDs, além de livros, HQs e álbum de figurinhas.
A gravadora foi responsável pelo lançamento de vários artistas como Autoramas, Ambervisions, Amp, Astronautas, Bang Bang Babies, Brinde, Barfly, Barizon, Canábicos, Cascadura, Canastra, Continental Combo, Dead Rocks, Darshan, Detetives, Devotos DNSA, Diablo Motor, Ecos Falsos, Frank Jorge, Firefriend, Girlie Hell, Irmãos Rocha, Hang the Superstars, Irmãos Rocha, Júpiter Maçã, Jukebox from Hell, Lucy and the Popsonics, Marcelo Gross, Macaco Bong, Mechanics, MQN, Mustang, Monstros do Ula Ula, Mundo Livre S/A, Ratos de Porão e Os Gringos.
Ela também se consolidou como uma grande produtora de shows e eventos com a criação do festival "Goiânia Noise", que está entre os maiores e mais importantes festivais do país, onde já teve apresentações de várias bandas revelações e consagradas como Sepultura, Los Hermanos, Pato Fu, Guitar Wolf, Nação Zumbi, Nebula, Black Mountain, Matanza, Dirty Projectors, Bnegão, The Exploited, Bellrays, Biohazard, Delinquent Habits, Helmet, Violeta de Outono, Raimundos, Gerson King Combo, Garotos Podres, Sérgio Dias e Watts.
Em 2009, o diretor da Monstro Discos, Fabrício Nobre, ganhou uma premiação da British Council.. No ano de 2018, a gravadora voltou a investir forte no vinil e lançou 28 títulos.
Em 2021, A Monstro Discos resolveu apostar num financiamento coletivo para viabilizar um festival online chamado "Goiânia Rock City 2021" devido ao fato de ser impedido de fazer o seu festival principal durante a Pandemia de COVID-19. O evento ocorreu entre os dias 16 e 18 de julho e reuniu cerca de 12 bandas em shows transmitidos ao vivo.